# Marinizm

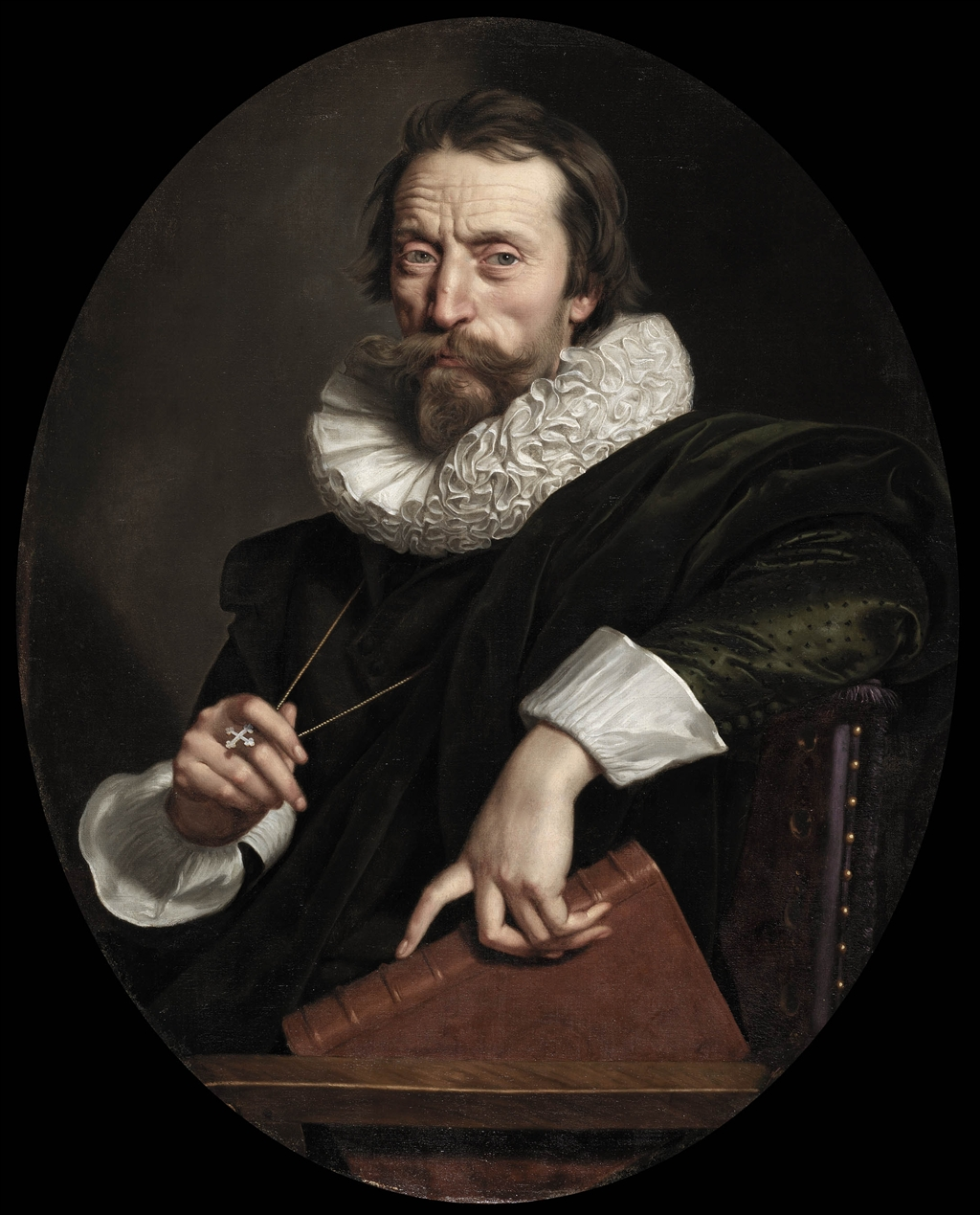
Giambattista Marino - twórca marinizmu

Marinizm – styl poetycki stosowany często w literaturze barokowej. 
Charakteryzowała go efektowna forma utworu, nadużywanie metafor oraz różnorodne chwyty stylistyczne, takie jak: aliteracje, anafory, paradoksy, inwersje, parentezy, hiperbole i tym podobne, by osiągnąć pożądany efekt. Nazwa pochodzi od nazwiska twórcy - Giambattisty Marina. 
Główne założenie tej poezji brzmi: "zaskoczyć, zaszokować odbiorcę niezwykłym pomysłem w dziedzinie tematu lub formy". Na tej bazie w Hiszpanii i we Włoszech powstał nurt nazywany konceptyzmem, który dążył do budowania wypowiedzi poetyckiej na wyszukanym pomyśle. W zakresie formy stosowano dużą liczbę środków stylistycznych (często błahą treść ubierano w wyszukaną formę przesyconą anaforami, antytezami, hiperbolami, paradoksami). W Polsce reprezentowany był głównie przez Jana Andrzeja Morsztyna. Jego naśladowcy, popisujący się niezwykłymi pomysłami osiągali prawdziwą wirtuozerię formy poetyckiej; mariniści, tak jak ich mistrz, pisywali zwykle utwory erotyczne. W baroku, bardzo łatwo mieszano doświadczenia religijne i miłosne; ten sam zabieg dostrzegamy u poetów dwudziestolecia, a przede wszystkim u Bolesława Leśmiana, u którego gwałtowność erotyzmu miesza się z nieograniczoną dobrocią Boga (np. ballada STRÓJ).